# Regionalismo en Chiloé

Mapa de la provincia de Chiloé en la Región de Los Lagos

El regionalismo en Chiloé es un fenómeno político-social existente en la provincia de Chiloé, parte de la actual región chilena de Los Lagos, que busca obtener mayores recursos y autonomía para esa jurisdicción de carácter actualmente insular.

## Antecedentes

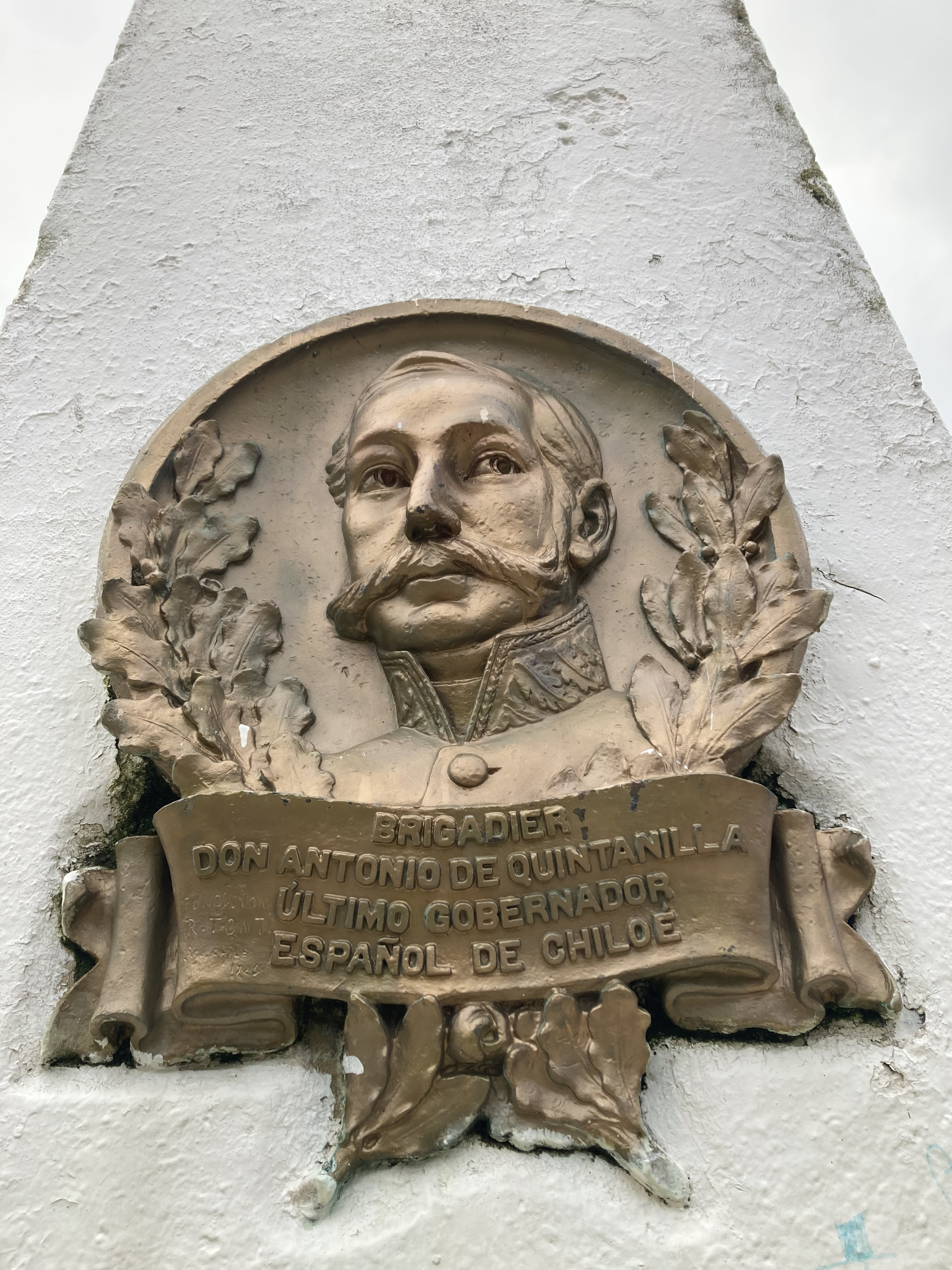
Medallón en recuerdo de Antonio de Quintanilla, último gobernador español, en Ancud.

La actual provincia de Chiloé tiene su origen en la campaña de conquista española que toma posesión del archipiélago homónimo en 1567. Sin embargo, producto del levantamiento de Curalaba y la posterior destrucción de las siete ciudades "de arriba", a partir de 1602 su comunicación con el Chile central se vio drásticamente reducida por los siguientes dos siglos. Producto de este aislamiento, en 1767 la provincia es separada de la Capitanía General de Chile y anexada directamente al Virreinato del Perú. En este contexto, el gobernador Francisco Hurtado del Pino se manifiesta partidario de buscar mayor autonomía para Chiloé, de forma de convertirla en una capitanía general equivalente a Chile. No obstante, no tiene éxito en este objetivo.
Durante las guerras de independencia Chiloé toma una posición realista, entregando tropas a las campañas de reconquista de Chile hasta 1818, y luego resistiendo como una gobernación militar española hasta su capitulación en enero de 1826. Sin embargo, pocos meses después se produce un levantamiento militar en apoyo al exdirector supremo chileno Bernardo O'Higgins, produciéndose una breve declaración de independencia de las islas con respecto a Chile. Una vez aplastado este levantamiento, Chiloé se constituye como una de las ocho provincias de Chile, con jurisdicción sobre un territorio que abarcaba desde las actual provincia de Llanquihue hasta el Cabo de Hornos.
A partir de 1830 no existe registro de iniciativas regionalistas análogas a las del norte del país durante este periodo, aunque si se suceden situaciones puntuales como el llamado Complot Antil, donde un grupo de indígenas huilliches son acusados de conspirar en favor de los intereses españoles durante la guerra hispano-sudamericana en 1864, producto de los malos tratos que percibían por parte de las autoridades designadas por el nivel central.
En 1928 el gobierno del presidente Carlos Ibáñez del Campo realizó una profunda reforma a la organización territorial del país, que incluyó la unificación de las provincias de Chiloé y Llanquihue, que habían sido separadas en 1861 durante el proceso de colonización alemana de ese último territorio. En este proceso se decide trasladar la capitanía desde Ancud a Puerto Montt, antigua capital de la provincia de Llanquihue, produciéndose un fuerte malestar entre la población del Chiloé insular. Este rechazo finalmente logra que en 1937 se vuelvan a separar ambas provincias, restituyendose la capitanía histórica en Ancud.
En el marco del proceso de regionalización de la dictadura militar del general Augusto Pinochet, la provincia de Chiloé fue incorporada en 1974 a la recientemente creada Región de los Lagos, con capital en Puerto Montt.

## Historia reciente
A partir de la transición a la democracia en 1990, en Chiloé se han producido diversas movilizaciones por causas locales, que se han articulado en mayor o menor medida con la percepción de abandono por parte del nivel central de Santiago y regional de Puerto Montt.
El año 2006 se produce una importante manifestación producto de la cancelación del proyecto del puente de Chacao por parte del primer gobierno de Michelle Bachelet. Frente a esta situación, una autoridad local llegó a enarbolar la bandera española en referencia a la antigua filiación realista de la provincia. En respuesta a estas manifestaciones, el gobierno estableció el llamado "Plan Chiloé", que incluyó un fuerte desembolso de recursos para la mejora de infraestructura de la zona.

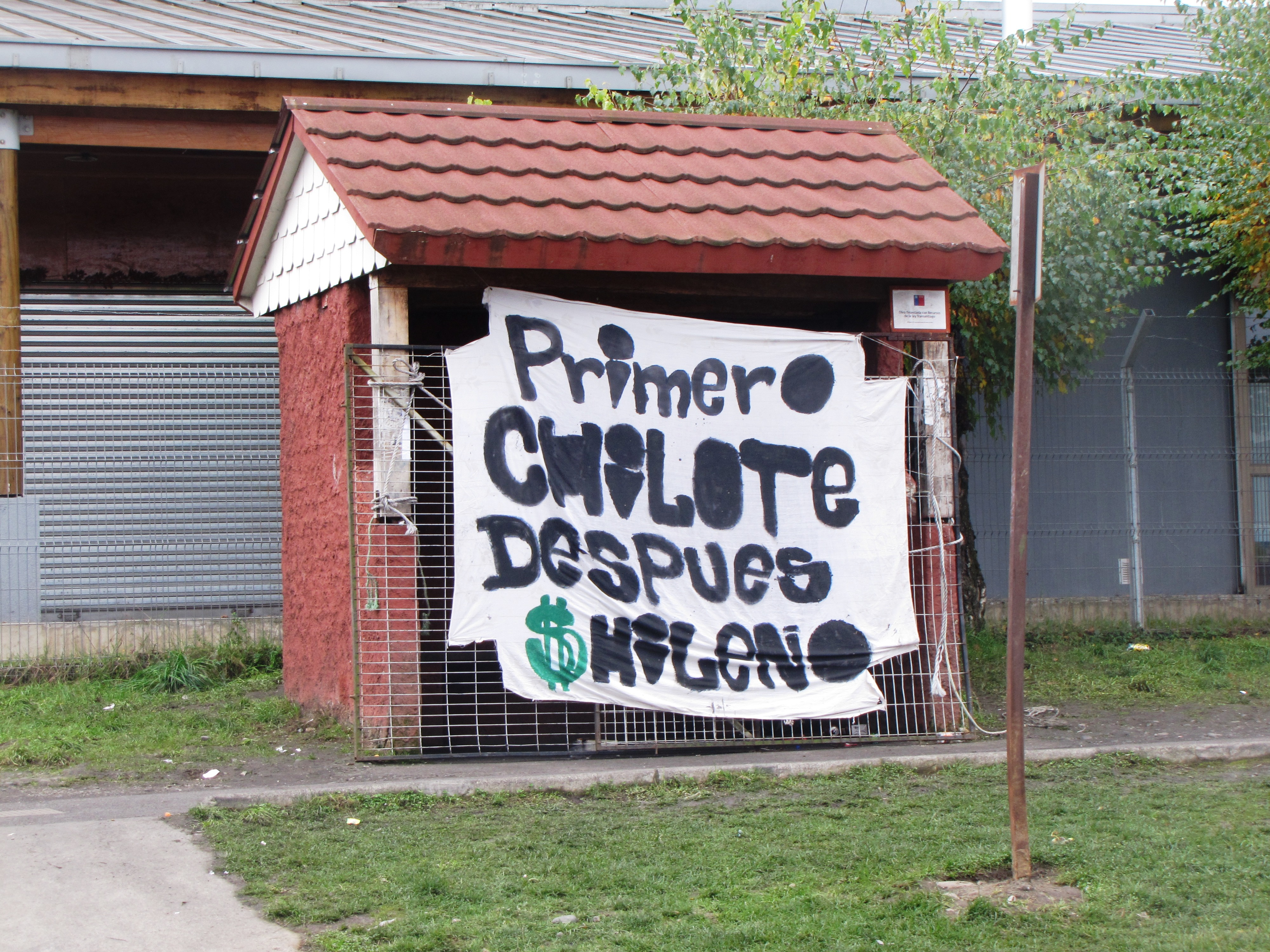
Lienzo regionalista en Dalcahue durante las protestas de 2016

El año 2016 se poduce uno de los mayores levantamientos sociales de la historia reciente de Chiloé, debido a una severa floración algal nociva del dinoflagelado Alexandrium catenella, microalga responsable del fenómeno conocido como marea roja, lo que fue acompañado de un vertido de salmones en descomposición por parte de empresas salmoneras afectadas. Este vertido fue percibido por la población como una situación que contribuyó a agravar el problema ambiental en la zona, y que se sumó al fuerte impacto de la crisis ambiental en la economía de las familiares que obtenían sus ingresos de productos de mar. Frente a esta crisis, y junto a la entrega de subsidios a las familias afectadas, el segundo gobierno de Michelle Bachelet estableció el compromiso de establecer mesas de trabajo en torno a otras demandas históricas de la provincia. Este episodio fue también conocido como el "Mayo chilote", dado su desarrollo mayormente en el mes de mayo de 2016, y fue también acompañado por protestas en las comunas costeras de la provincia de Llanquihue, vinculadas históricamente a Chiloé.
Luego de la crisis del año 2016 comienzan a tomar forma movimientos en defensa de los intereses locales como "Defendamos Chiloé" y "Archipiélago Soberano", que se suman a iniciativas anteriores como el movimiento "Chiloé Región". Posteriormente, en el marco de las Elecciones de convencionales constituyentes de Chile de 2021, resultó electa por el distrito 26 (que agrupa a las provincias de Chiloé, Llanquihue y Palena) la convencional Adriana Ampuero, perteneciente a Archipiélago Soberano y apoyada por una red de asambleas del archipiélago. Junto a ello, en este proceso además fue presentada una Iniciativa Popular de Norma para convertir a Chiloé en región (junto a la creación de la región de Aconcagua), que alcanzó las 15.000 firmas que permiten su discusión en el pleno de la Convención. En esta instancia, además, se presentó una iniciativa tendiente al reconocimiento del pueblo chilote como un grupo social diferenciado del chileno, lo que no logró el apoyo mínimo para su discusión en la Convención. Finalmente, en esta misma instancia también se acreditó para la discusión una Iniciativa de Pueblos Originarios para el reconocimiento de las poblaciones huilliches insulares como una realidad diferente al pueblo mapuche continental.

## Símbolos
La provincia de Chiloé no cuenta con símbolos históricos equivalentes a otras entidades territoriales del país. Sin embargo, existen una serie de banderas y escudos que se han utilizado en años recientes como seña de identidad territorial.
- Banderas mapuche-huilliches, basadas en términos generales en la del Consejo General de Caciques de Chiloé, y que representan a distintas agrupaciones de comunidades indígenas del archipiélago.[17]
- Banderas realistas, basadas en las utilizadas por el Batallón Voluntarios de Castro y otros cuerpos militares de Chiloé durante la guerra de independencia.[18]
- Banderas y escudos de uso local de cada una de las diez comunas de la provincia.

Principales símbolos de uso provincial y local
Bandera del Consejo General de Caciques de Chiloé
Bandera del regimiento realista Veteranos de Castro.
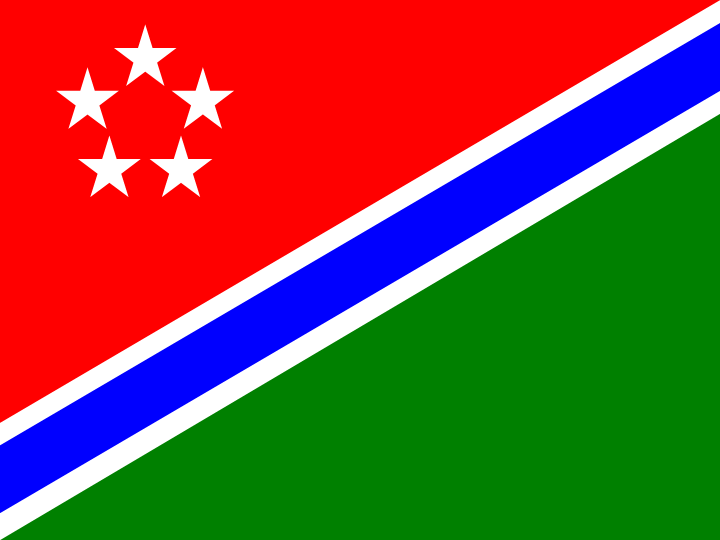
Versión modificada de la bandera de Ancud, antigua capital provincial
Escudo de Castro, capital actual de la provincia.